# Велика Нурма
Велика Нурма́ (рос. Большая Нурма, марій. Кугу Нурмо) — присілок у складі Новотор'яльського району Марій Ел, Росія. Входить до складу Старотор'яльського сільського поселення.

## Населення
Населення — 121 особа (2010; 94 у 2002).
Національний склад (станом на 2002 рік):
- лучні марійці — 81 %